# NGC 6091
NGC 6091 é uma galáxia espiral (S) localizada na direcção da constelação de Ursa Minor. Possui uma declinação de +69° 54' 19" e uma ascensão recta de 16 horas, 07 minutos e 52,9 segundos.
A galáxia NGC 6091 foi descoberta em 8 de Julho de 1885 por Edward D. Swift.